# Мела
Мела (фр. Mela, корс. Mela) — коммуна во Франции, находится в регионе Корсика. Департамент коммуны — Южная Корсика. Входит в состав кантона Таллано-Скопамене. Округ коммуны — Сартен.
Код INSEE коммуны — 2A158.

## Население
Население коммуны на 2008 год составляло 31 человек.
| 1962 | 1968 | 1975 | 1982 | 1990 | 1999 | 2008 |
| ---- | ---- | ---- | ---- | ---- | ---- | ---- |
| 53   | 56   | 51   | 48   | 30   | 40   | 31   |

## Экономика

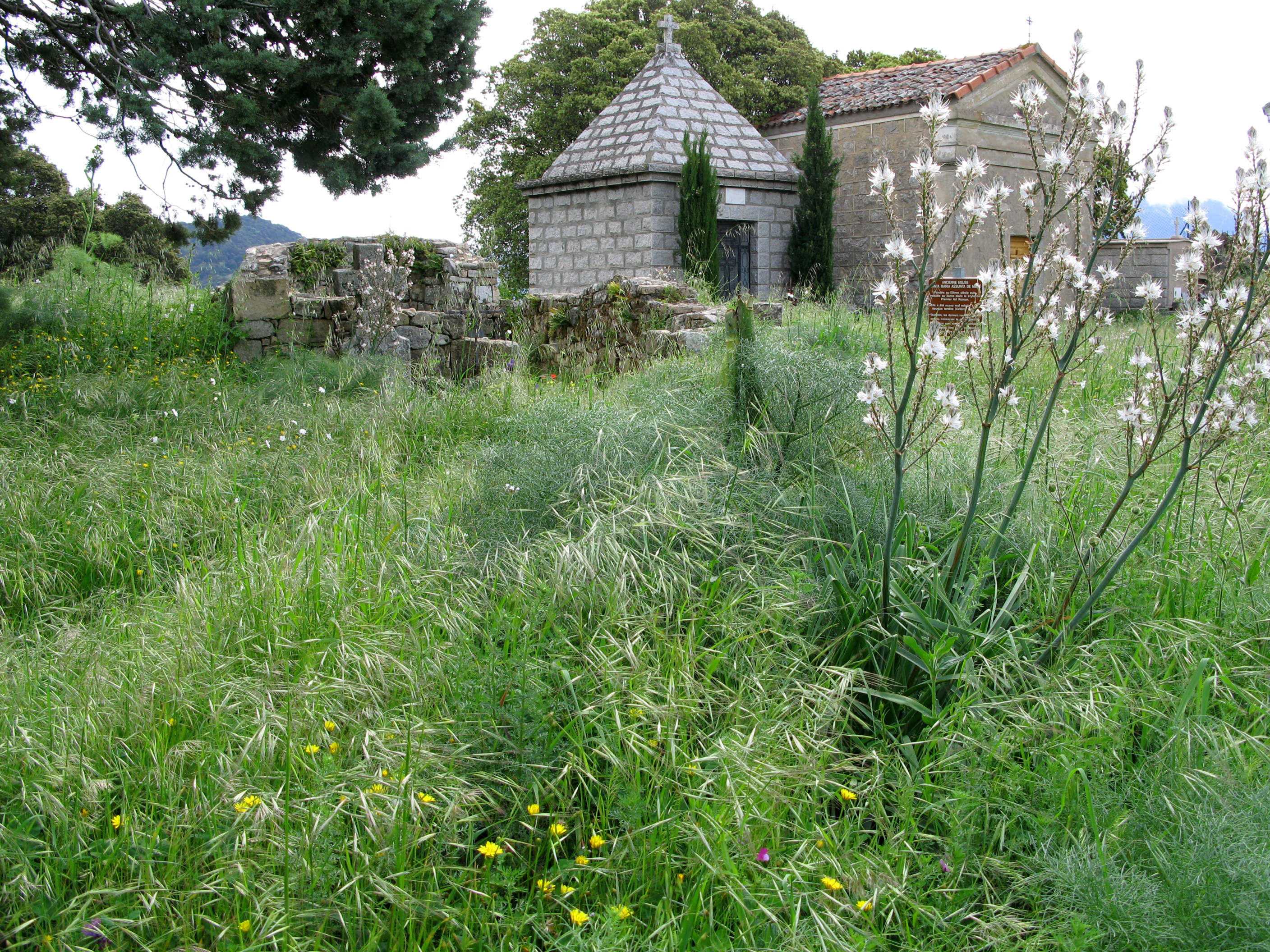
Руины церкви Santa Maria Assunta

В 2007 году среди 15 человек в трудоспособном возрасте (15—64 лет) 10 были экономически активными, 5 — неактивными (показатель активности — 66,7 %, в 1999 году было 57,7 %). Из 10 активных работало 10 человек (8 мужчин и 2 женщины), безработных не было. Среди 5 неактивных 1 человек был учеником или студентом, 3 — пенсионерами, 1 был неактивным по другим причинам.